# Teotitlán del Valle
Teotitlán del Valle è un comune del Messico, situato nello stato di Oaxaca.